# Rifugio Grand Tournalin
Il rifugio Grand Tournalin è situato nell'alta val d'Ayas nei pressi dell'Alpe Tournalin Superiore, nel Vallone di Nana. Prende il nome dal monte Grand Tournalin ai cui piedi sorge. Si trova lungo il percorso dell'Alta via della Valle d'Aosta n. 1.

## Accesso
L'accesso al rifugio può avvenire salendo dalla Val d'Ayas, più precisamente da Saint-Jacques, località di Ayas. Il percorso è di tipo turistico non presentando alcuna difficoltà; si può raggiungere il rifugio in circa tre ore.
In alternativa si può salire dalla Valtournenche e partendo da Cheneil.

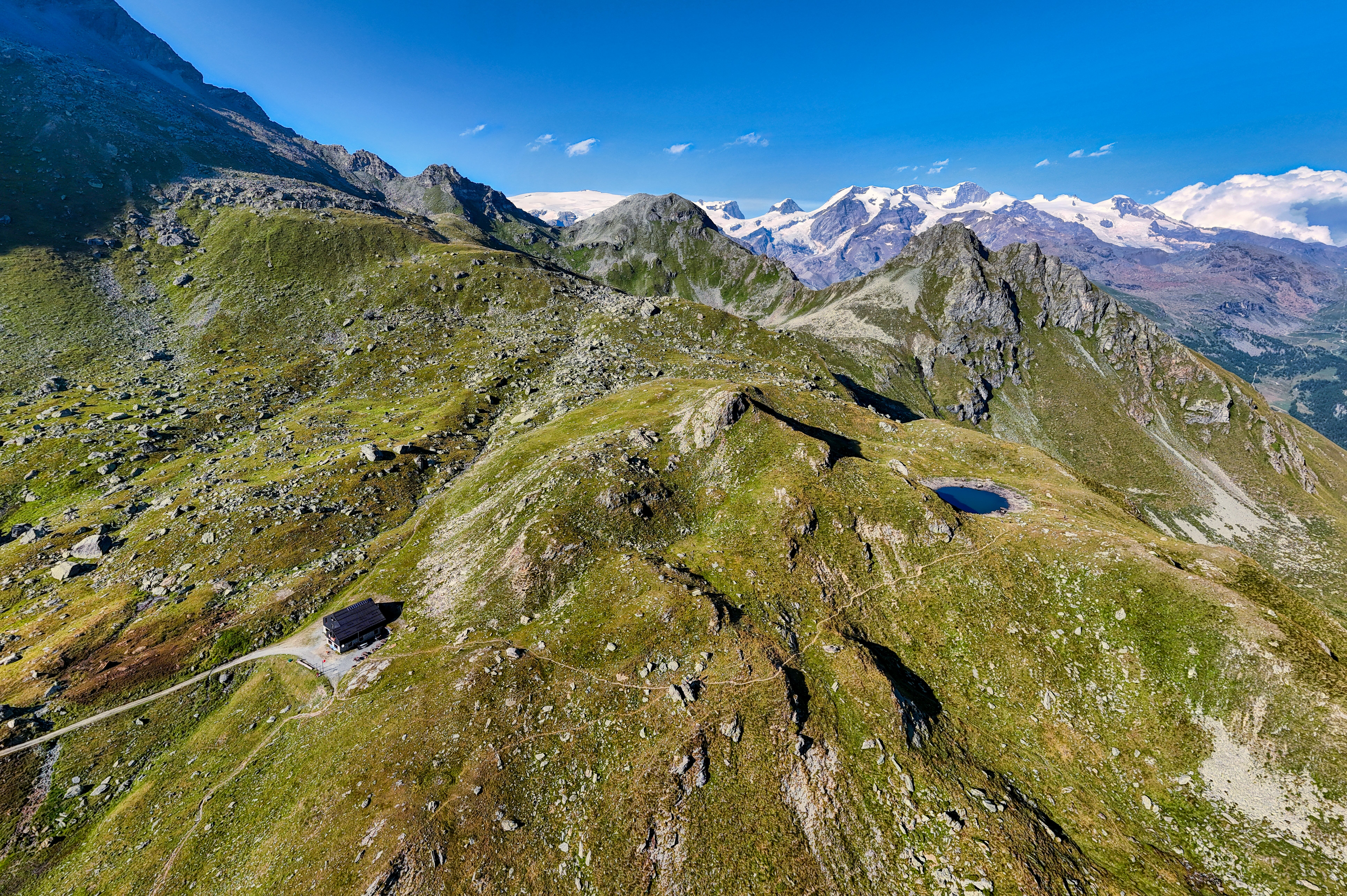
Il rifugio Grand Tournalin e i suoi dintorni, inclusi il Monte Croce e il Palon di Nana.
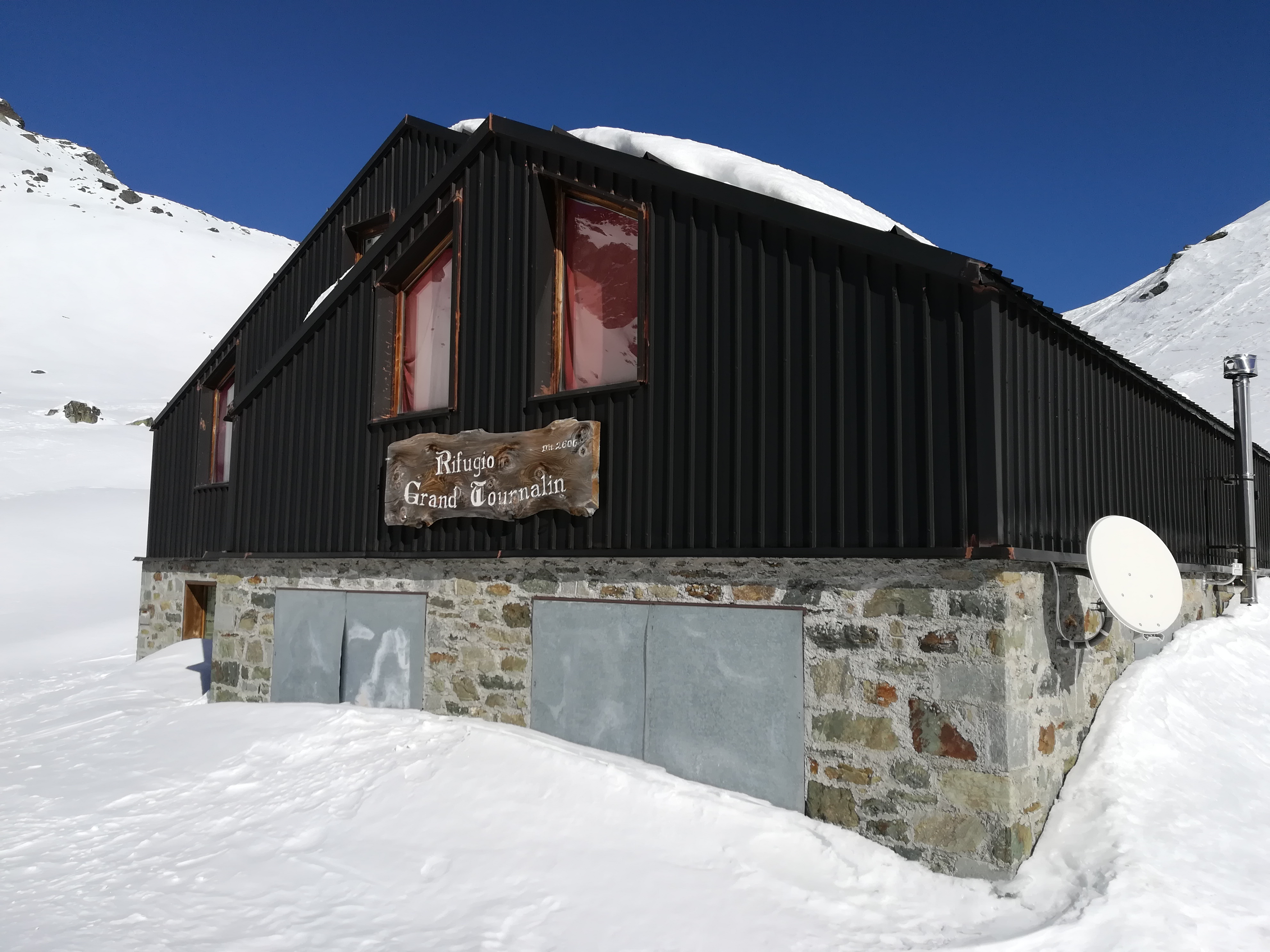
Il rifugio in inverno.

## Ascensioni e traversate
È punto di transito o di partenza per raggiungere diverse mete, come i laghi e il monte Croce, il Lago Verde, il Col di Nana, il Petit Tournalin, il Grand Tournalin, la Becca Trecare, la Becca di Nana via Col di Nana e il Monte Roisetta.

## Galleria d'immagini dei luoghi vicini

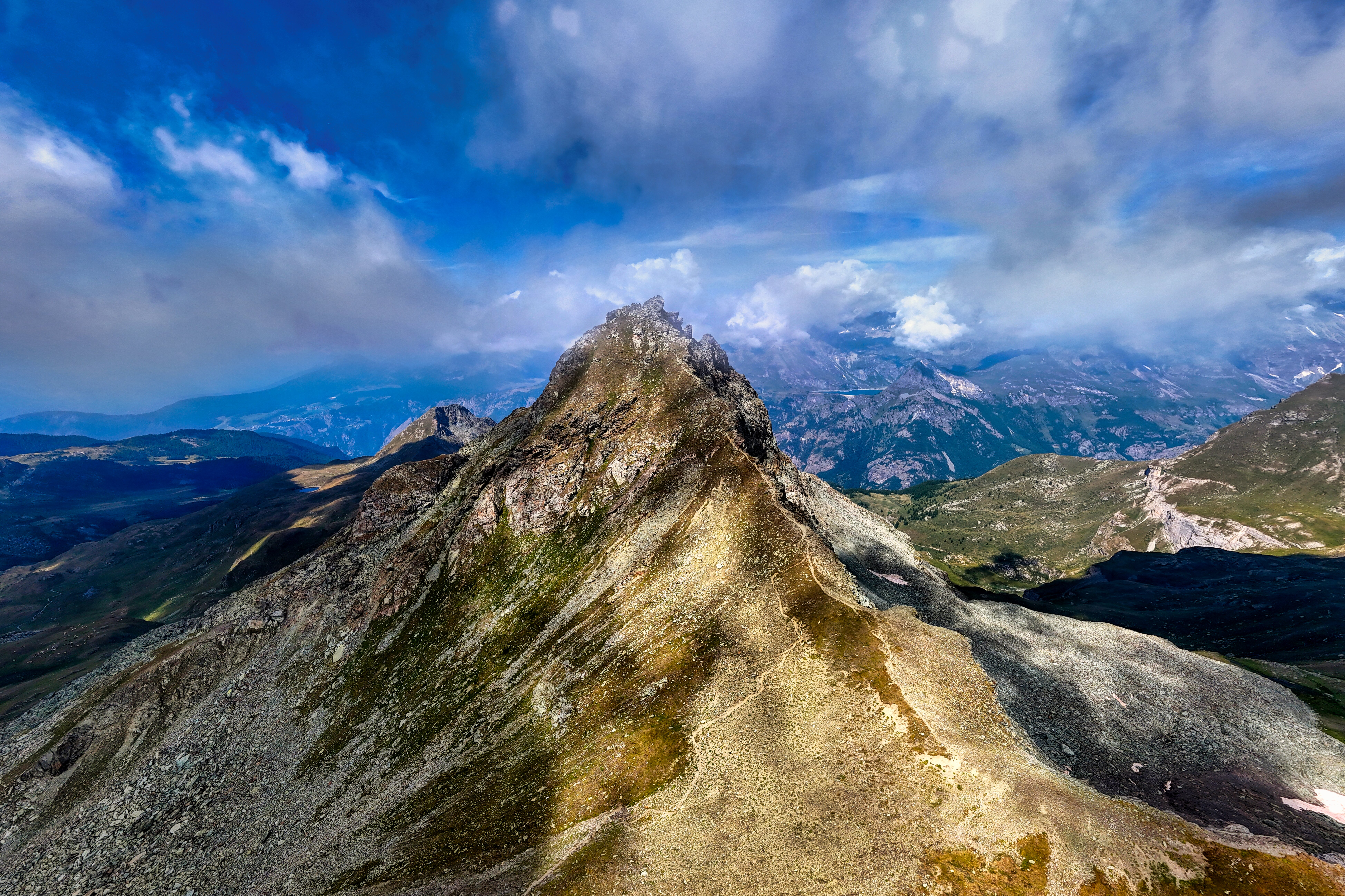
La Becca Trecare
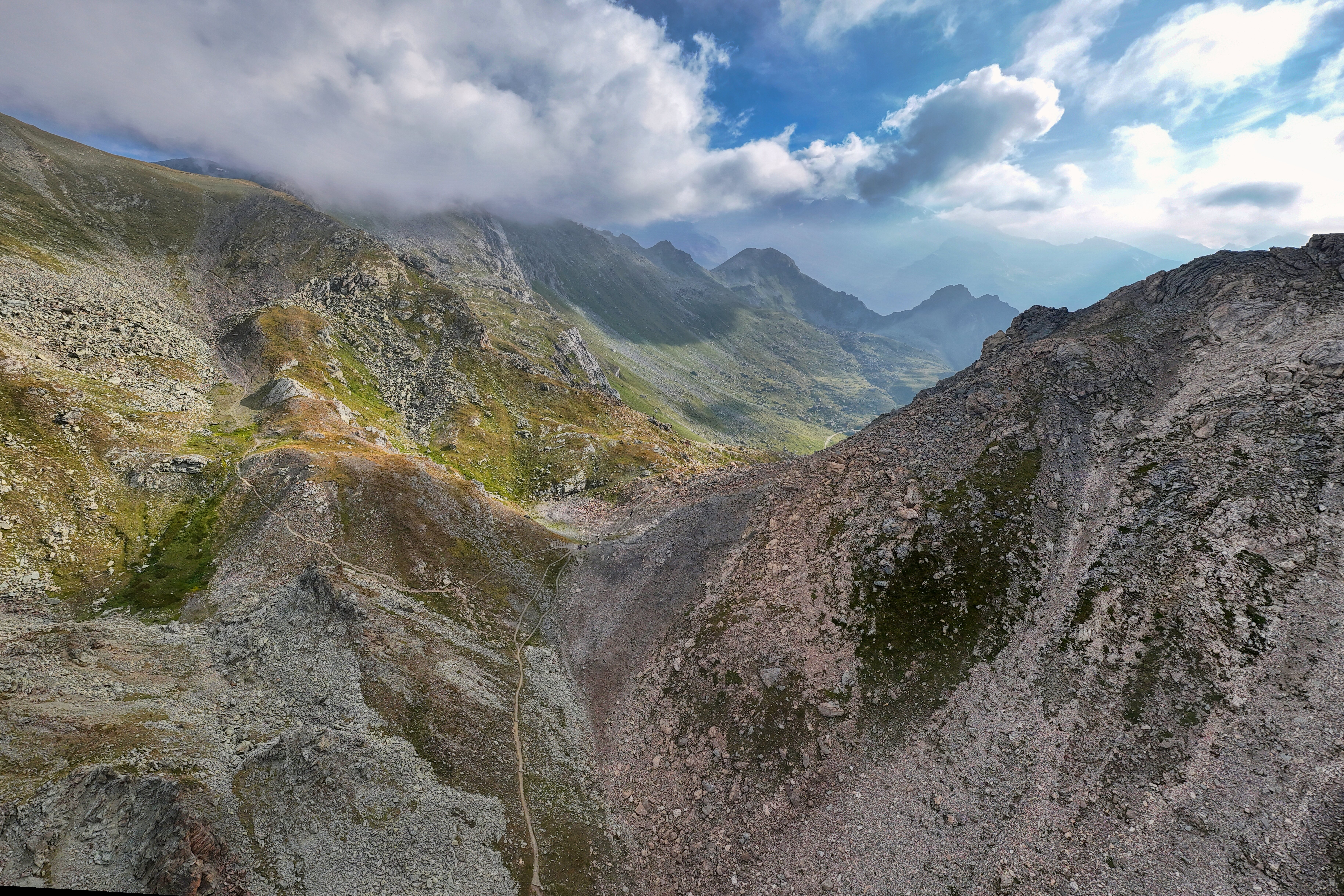
Il col de Nannaz
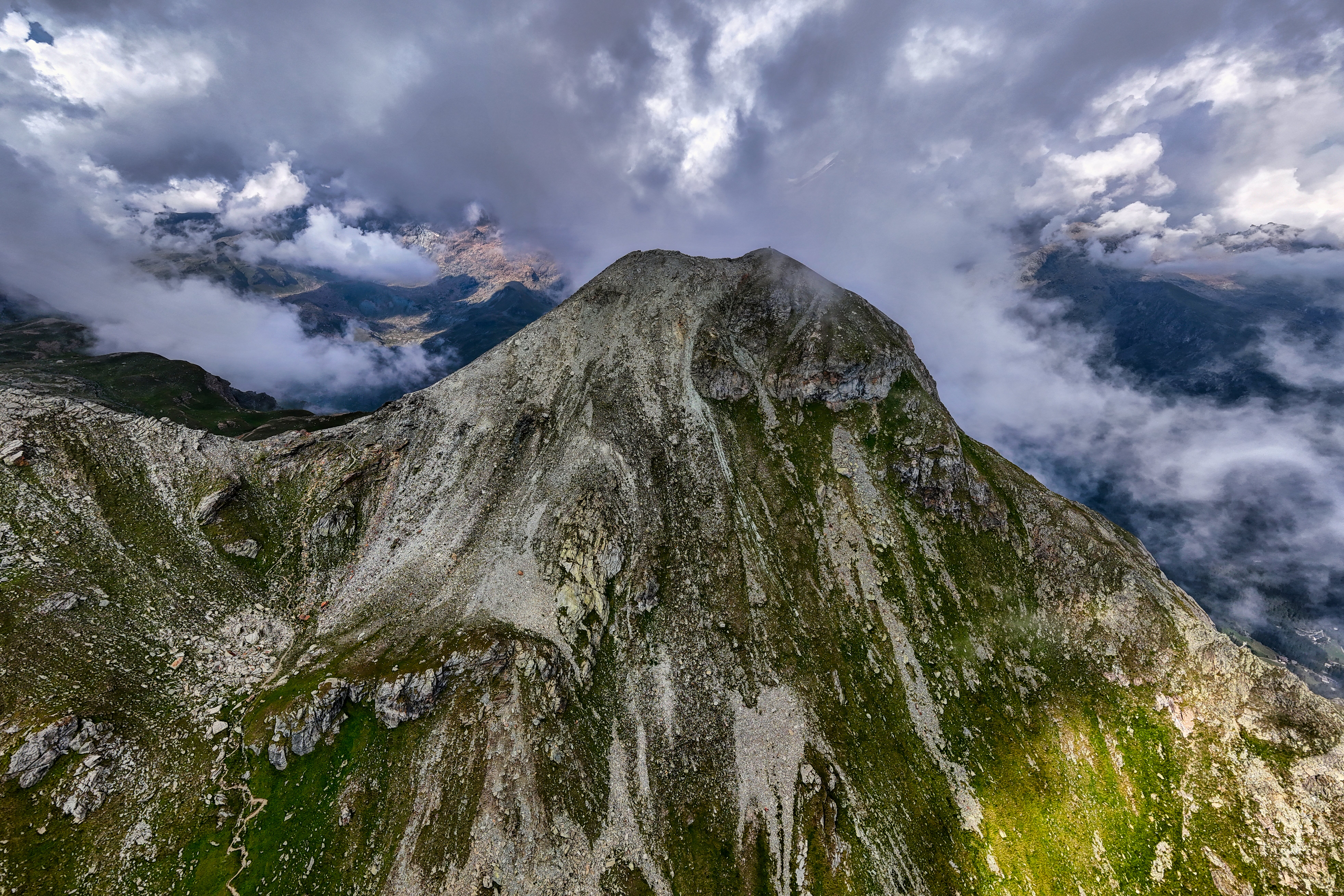
Il monte Croce (mont de la Croix)
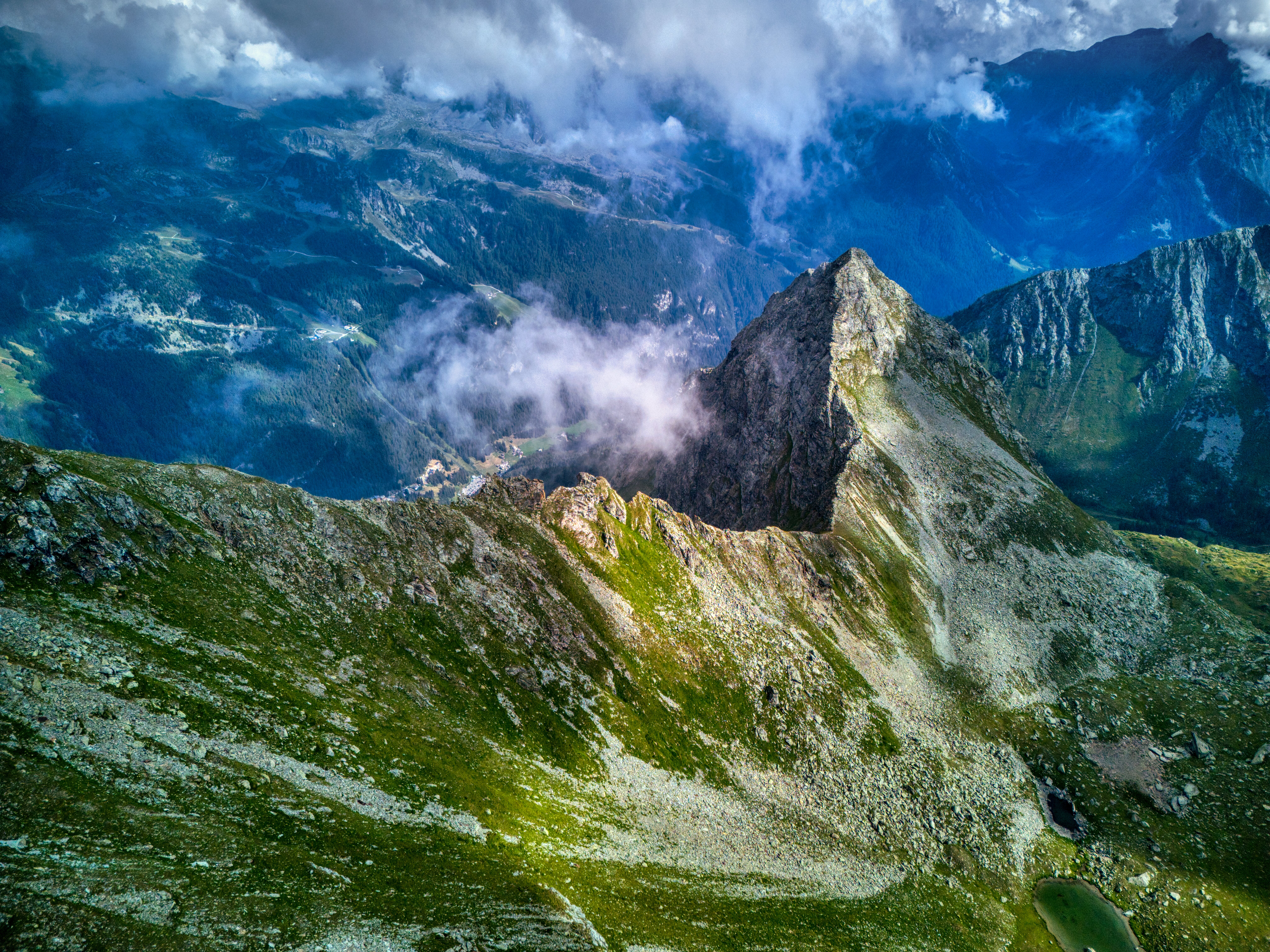
Il Palon de Nannaz
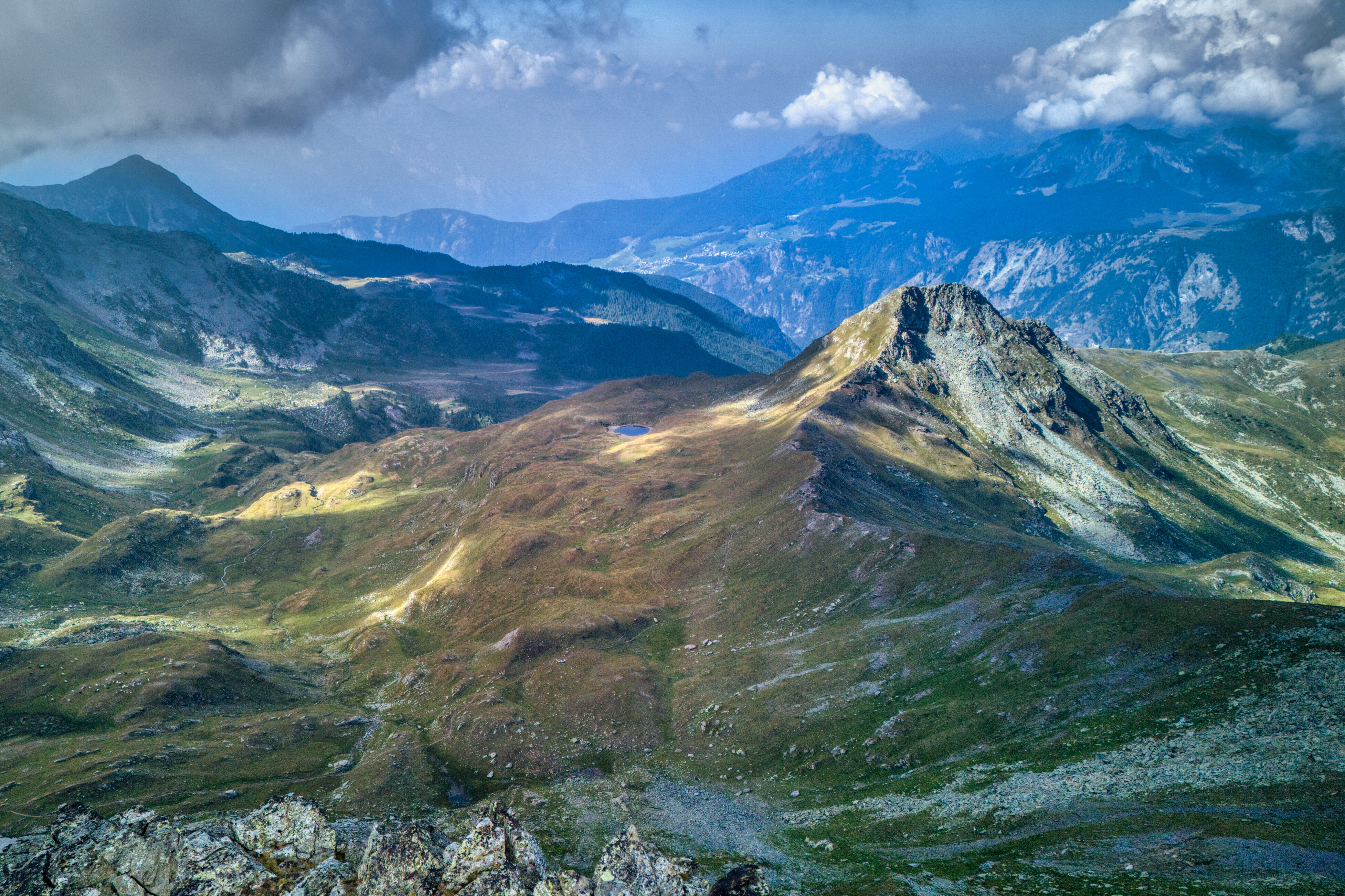
La Punta Falinère